# Euphaedra
Euphaedra — род бабочек из семейства нимфалиды (Nymphalidae) и подсемейства ленточники и пеструшки (Limenitidina). Виды этого рода распространены на Африканском континенте. К этому роду относится около 240 видов.

## Классификация
- Подрод Euphaedra Hecq, 1999 (2 вида)
- Подрод Euphaedrana Hecq, 1999 (128 видов)
  - Видовая группа ceres (40 видов)
  - Видовая группа eleus (28 видов)
  - Видовая группа harpalyce (3 вида)
  - Видовая группа preussi (23 вида)
  - Видовая группа themis (26 видов)
  - Видовая группа incertae sedis (8 видов)
- Подрод Gausapia Hecq, 1999 (23 вида)
  - Видовая группа gausapia (11 видов)
  - Видовая группа zaddachi (6 видов)
  - Видовая группа incertae sedis (6 видов)
- Подрод Medoniana Hecq, 1999 (1 вид)
- Подрод Neophronia (1 вид)
- Подрод Proteuphaedra Hecq, 1999 (11 видов)
- Подрод Radia Hecq, 1999 (2 вида)
- Подрод Xypetana Hecq, 1999 (50 видов)
  - Видовая группа dargei (9 видов)
  - Видовая группа mirabilis (6 видов)
  - Видовая группа sinuosa (3 вида)
  - Видовая группа xypete (6 видов)
  - Видовая группа incertae sedis (6 видов)
- Подрод incertae sedis (20 видов)
  - Euphaedra abri Faravel, 2005
  - Euphaedra castanea Berger, 1981
  - Euphaedra cuypersiana Hecq, 2006
  - Euphaedra larseni Hecq, 2005
  - Euphaedra limbourgi Oremans, 2006
  - Euphaedra mambili Hecq, 2001
  - Euphaedra opulenta Hecq & Van de Weghe, 2005
  - Euphaedra sabinae Faravel, 2002
  - Euphaedra sardetta Berger, 1981
  - Euphaedra vulnerata Schultze, 1915
  - Euphaedra wissmanni Niepelt, 1906
  - Euphaedra sp. — Западная Африка
  - Euphaedra sp. Южный Заир (Шаба)
  - Euphaedra bombeana D'Abrera, 1980
  - Euphaedra cyanea Holland, 1920
  - Euphaedra difficilis Rothschild, 1918
  - Euphaedra johnstoni Butler, 1887
  - Euphaedra medonoides Wichgraf, 1913
  - Euphaedra peculiaris Lathy, 1906
  - Euphaedra rezioides Holland, 1920
- Группа hybrids (7 видов)
  - Euphaedra × schultzei Knoch, 1927
  - Euphaedra × saritina Schultze, 1920
  - Euphaedra × mendax Schultze, 1920
  - Euphaedra × scintillans Schultze
  - Euphaedra × perturbans Schultze, 1920
  - Euphaedra × monticola Schultze, 1920
  - Euphaedra × versicolora Schultze, 1920